# Yverdon-les-Bains
Yverdon-les-Bains (antiguamente en alemán Ifferten) es una ciudad y comuna suiza del cantón de Vaud, capital del distrito de Jura-Nord vaudois. 
La comuna fue capital hasta el 31 de diciembre de 2007 del distrito de Yverdon y del círculo de Yverdon.

## Historia
La ciudad y su región fueron posesión de los saboyanos, luego pasaron a manos bernesas, y tras la restauración quedaron en manos valdenses. Desde el 1 de julio de 2011, incluye el territorio de la comuna de Gressy.

## Geografía
Está a orillas del lago de Neuchâtel. Limita al norte con las comunas de Montagny-près-Yverdon y Grandson, al este con Cheseaux-Noréaz, Cuarny y Pomy, al sur con Valeyres-sous-Ursins, Essertines-sur-Yverdon, Belmont-sur-Yverdon y Ependes, y al oeste con Treycovagnes.

## Transportes
Ferrocarril
Cuenta con una estación ferroviaria de la que parten trenes con destinos regionales y nacionales, además de trenes de cercanías que la comunican con otras ciudades del Cantón de Vaud.

## Ciudades hermanadas

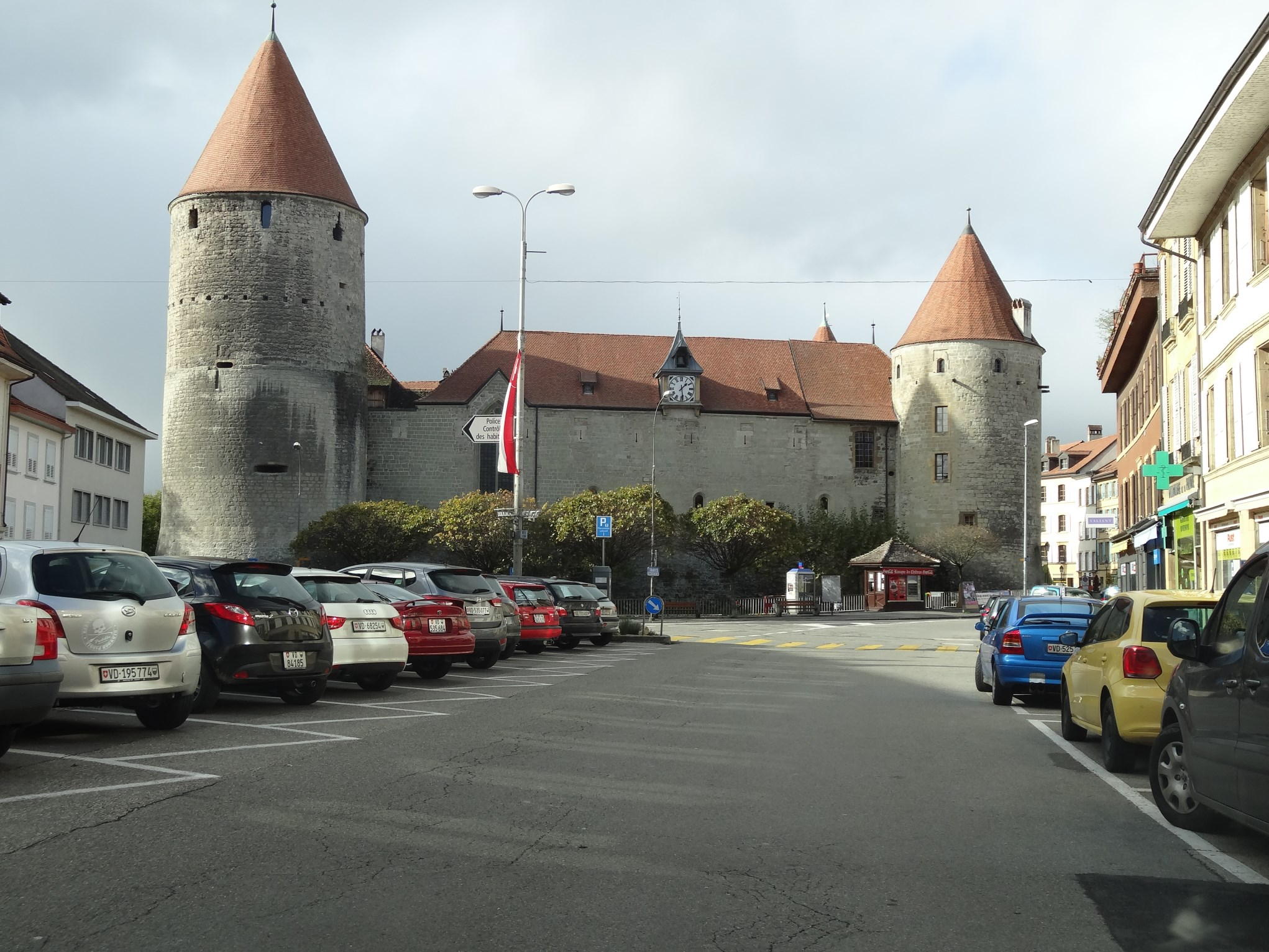
Castillo de Yverdon.

- Nogent-sur-Marne.
- Winterthur.
- Prokuplje.
- Kagamino.
- Pontarlier.
- Collesano.